# Anthony McMurtrie
Anthony McMurtrie ist ein ehemaliger neuseeländischer Squashspieler.

## Karriere
Anthony McMurtrie gehörte Mitte der 1980er-Jahre auf nationaler Ebene zu den besten zehn Spielern. Mit der neuseeländischen Nationalmannschaft nahm er 1985 an der Weltmeisterschaft teil. Im Halbfinale gegen Australien bestritt McMurtrie die erste Partie gegen Dean Williams, die er verlor. Nach Siegen von Ross Norman gegen Greg Pollard und Stuart Davenport gegen Glen Brumby zog Neuseeland ins Endspiel gegen Pakistan ein. In dieser Begegnung, die mit 1:2 verloren ging, kam McMurtrie nicht zum Einsatz.

## Erfolge
- Vizeweltmeister mit der Mannschaft: 1985